# Canon revolver de 40 mm modèle 1879
Die Canon revolver de 40 mm modèle 1879 war ein Repetiergeschütz (in Frankreich als „Revolverkanone“ bezeichnet), welches von Hotchkiss et Cie entwickelt und gebaut wurde. Mit Datum vom 19. Februar 1879 wurden die Kanonen vom französischen Verteidigungsausschuss bestellt. Hauptaufgabe war die Verteidigung der Festungsgräben in den Forts der Barrière de fer.

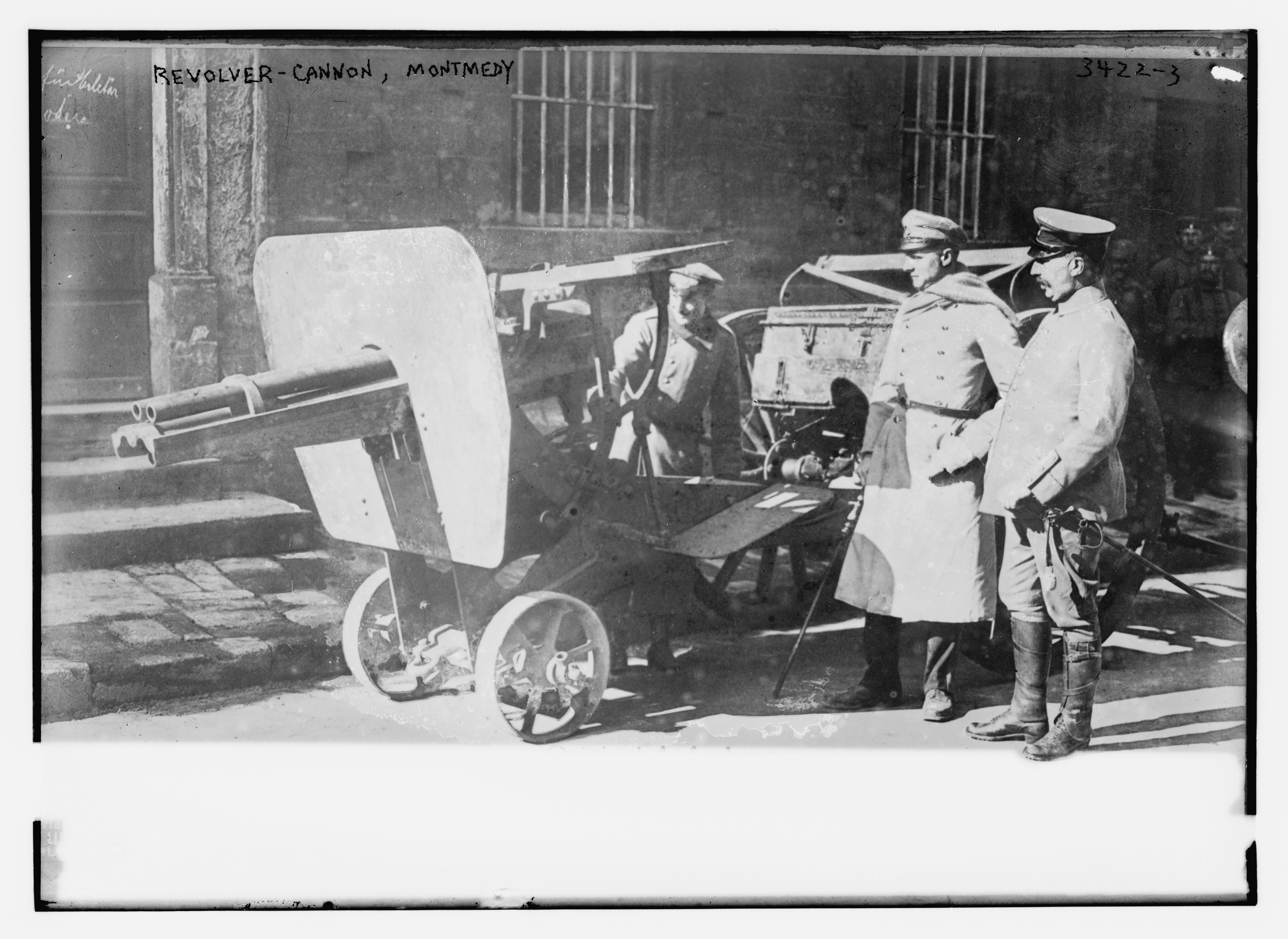
Erbeutetes Geschütz aus der Zitadelle von Montmedy. Das Anhängen an eine Protze ist dem Anschein nach wohl nur ein deutsches Provisorium.

Das Geschütz verfügte über fünf Rohre, die sich bei der Schussabgabe um eine Achse drehten – dazu musste rechts am Verschluss eine Kurbel betätigt werden. Die Granaten wurden in eine schräg angebrachte Ladeschale eingelegt und bewegten sich durch die Schwerkraft selbstständig in den Verschluss. Die Funktionsweise war gleich der Canon revolver de 37. Es existierte nur eine sogenannte Festungslafette mit kleinen Rädern, das heißt, ein Einsatz im Feld wäre so nicht – oder nur schlecht – möglich gewesen. Obwohl eine Anhängeöse vorhanden war, war ein längerer Transport nur schwierig zu bewerkstelligen, was an dem geringen Radabstand von nur 1,84 Metern und dem hohen Schwerpunkt des Geschützes lag.
Es war ausschließlich zur Nahverteidigung der Festungsgräben bestimmt und ersetzte ab 1880 die vorher genutzten Mitrailleuses. Das Geschütz besaß die Eigenschaften eines Maschinengewehrs, durch die Schrapnellgranaten und die kurze Schussdistanz konnten die 10 Meter breiten Festungsgräben effektiv abgedeckt werden. Die Kanone wurde in den Kasematten der Kaponnieren und später in den Grabenstreichen aufgestellt (eine Aufstellung auf den Festungswällen war technisch möglich, ist aber nirgendwo erwähnt) und in manchen Forts durch die Canon 12 de culasse modèle 1884 ergänzt. Maximaler Effekt wurde bis zu einer Entfernung von 300 Metern erzielt, wenn der Auftreffpunkt der Granaten 150 Meter vor der Rohrmündung lag. (Ergebnis der Versuche 1884 in Calais). Weiterhin sollten Behelfsbrücken zur Überwindung von Festungsgräben bekämpft werden. (Versuch von 1887 im Fort de Bois-d’Arcy.)
Das Geschütz verfügte über keine Rücklaufbremse, was sich auch wegen des nur geringen Rückstoßes nicht nachteilig auswirkte.

## Weitere technische Daten
- Gewicht des Geschützes ohne Lafette: 531 kg
- Gewicht der Lafette mit Ladevorrichtung und Rädern: 668 kg
- Gesamtgewicht: 1219 kg
- Geschossgewicht: 1,080 kg
- Maximale Schussweite: 1100 m
- Lafettenlänge: 1,790 m
- Notwendige Deckenhöhe der Kasematte: 1,85 m
- Verschlusslänge: 423 mm (System Hotchkiss)
- Material: Gusseisen und Bronze
- Beschaffungskosten: ca. 4150 Fr
- Schussweiten:

bei einer Rohrerhöhung von 25°: 1100 m
bei einer Rohrerhöhung von 0°: 150 m
bei einer Rohrerhöhung von 3 mm über 0°: 200 m
bei einer Rohrerhöhung von 10 mm über 0°: 300 m
bei einer Rohrerhöhung von 20 mm über 0°: 400 m
bei einer Rohrerhöhung von 35 mm über 0°: 500 m

## Munition
Als Munition wurden Schrapnelle verwendet. Die Granaten mit einem Gewicht von 1080 Gramm bestanden aus einer Treibladung von 90 Gramm Pulver MC30und 24 gehärtete Bleikugeln von je 32 Gramm. Die Kugeln waren in drei Gebinden von je 8 Stück zusammengepackt.